# Samuel Ting
Samuel Chao Chung Ting (čínsky: 丁肇中; pinyin: Dīng Zhàozhōng) (* 27. ledna 1936) je americký fyzik, který v roce 1976 získal spolu s Burtonem Richterem Nobelovu cenu za fyziku za objev částice J/ψ. Je hlavním výzkumníkem modulu Alpha Magnetic Spectrometer, který byl v květnu 2011 nainstalován na Mezinárodní vesmírnou stanici.
Narodil se ve městě Ann Arbor v americkém Michiganu čínským imigrantům. Od roku 1956 studoval na Michiganské univerzitě, která se také nachází v Ann Arbor, techniku, matematiku a fyziku. V roce 1959 získal titul BA (Bachelor of Arts) v matematice a fyzice a v roce 1962 doktorát ve fyzice. Od roku 1963 pracoval v CERNu a od roku 1965 učil na Columbia University. Od roku 1969 je profesorem na MIT. Je členem Národní akademie věd Spojených států amerických.